# Melissodes tibialis
Melissodes tibialis är en biart som först beskrevs av Fabricius 1804.  Melissodes tibialis ingår i släktet Melissodes och familjen långtungebin. Inga underarter finns listade i Catalogue of Life.